# マイアー・グッゲンハイム

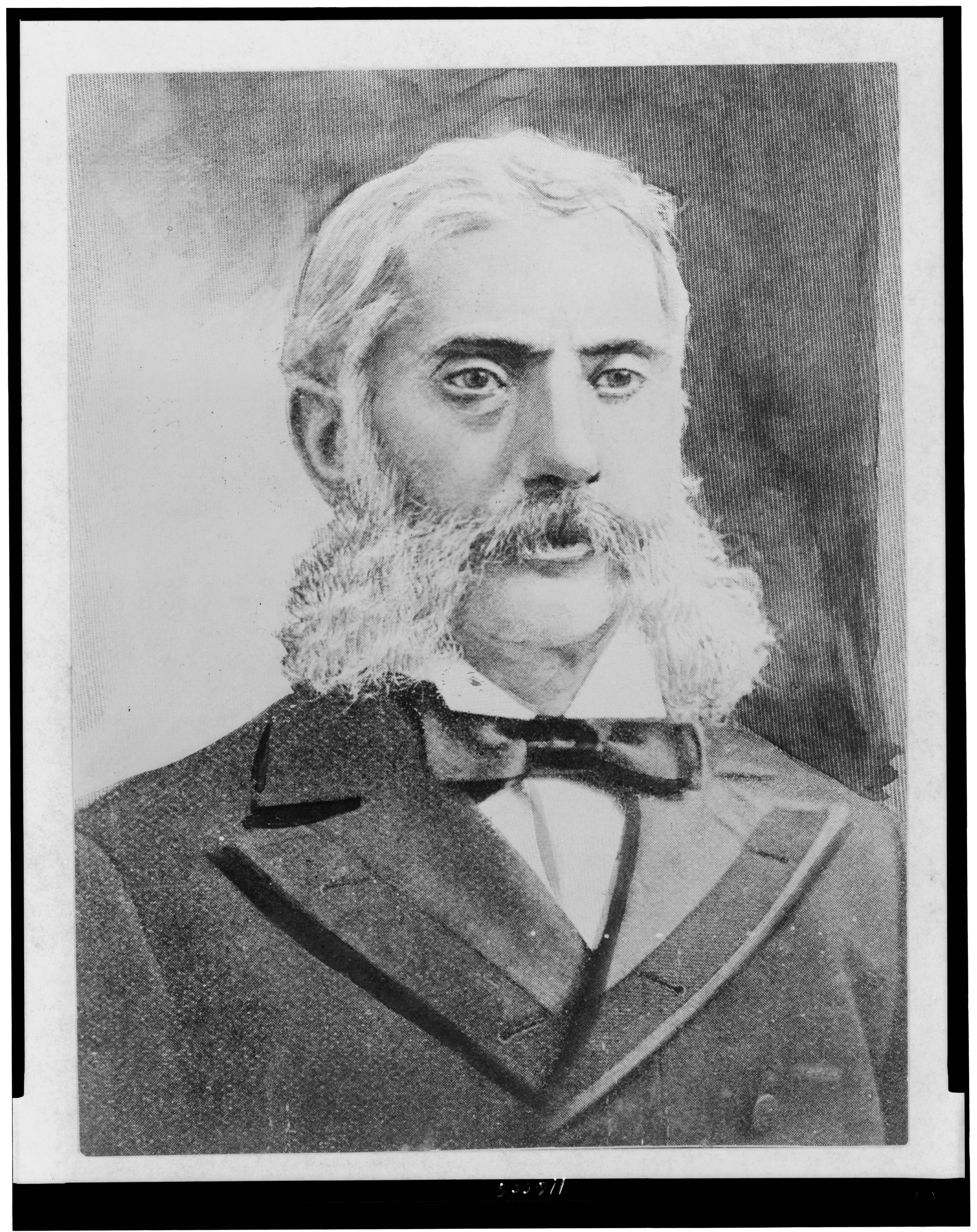
Meyer Guggenheim

マイアー・グッゲンハイム（Meyer Guggenheim 1828年2月1日 - 1905年3月15日）は、アメリカ合衆国の実業家。グッゲンハイム家の家長。
スイスのアールガウ州レングナウにて、ドイツ系ユダヤ人の家庭に生まれる。1847年に渡米。
初めは輸入業者だったが、のちに鉱山経営と精練業に転じた、そのあまりの大富豪振りに「鉱山王」の異名を取った。妻のバーバラとの間に、成人した子供が10人いた。

## 子供たち
7人の息子と3人の娘のうち5人が、彼の事業を継いだ。
- アイザック・グッゲンハイム（Isaac Guggenheim 1854-1922）
- ダニエル・グッゲンハイム（Daniel Guggenheim 1856-1930） - マイアーの死後、グッゲンハイム家の長となった。鉱山事業を拡大し、世界規模で利益を上げるにあたり、兄弟の中で最も功績が大きかった。
- マーリー・グッゲンハイム（Murry Guggenheim 1858-1939） - 打ち紐と刺繍を輸入していたが、1881年までには鉱山経営と精練業を継いだ。
- ソロモン・R・グッゲンハイム（Solomon Robert Guggenheim 1861-1949） - 財団を通じて現代美術館設立に寄与し、現代美術を支援した。
- （ジョン・）サイモン・グッゲンハイム（(John) Simon Guggenheim 1867-1941） - 一期にコロラド州知事を務めた。ジョン・サイモン・グッゲンハイム記念財団はグッゲンハイム・フェローシップを主宰する。
- ベンジャミン・グッゲンハイム（Benjamin Guggenheim 1865-1912） - タイタニック号の沈没により事故死。
- ベニータ・グッゲンハイム（Benita Guggenheim） - マイアーの娘。
- ウィリアム・グッゲンハイム（William Guggenheim） - マイアーの末子。